# Kalikotes (Pituruh)
Kalikotes is een bestuurslaag in het regentschap Purworejo van de provincie Midden-Java, Indonesië. Kalikotes telt 2049 inwoners (volkstelling 2010).